# Omaha (Illinois)
Omaha es una villa ubicada en el condado de Gallatin en el estado estadounidense de Illinois. En el Censo de 2010 tenía una población de 266 habitantes y una densidad poblacional de 125,25 personas por km². Se encuentra cerca de donde el río Wabash desagua en el Ohio. 

## Geografía
Omaha se encuentra ubicada en las coordenadas 37°53′23″N 88°18′23″O / 37.88972, -88.30639. Según la Oficina del Censo de los Estados Unidos, Omaha tiene una superficie total de 2.12 km², de la cual 2.12 km² corresponden a tierra firme y (0.37%) 0.01 km² es agua.

## Demografía
Según el censo de 2010, había 266 personas residiendo en Omaha. La densidad de población era de 125,25 hab./km². De los 266 habitantes, Omaha estaba compuesto por el 99.62% blancos, el 0% eran afroamericanos, el 0.38% eran amerindios, el 0% eran asiáticos, el 0% eran isleños del Pacífico, el 0% eran de otras razas y el 0% pertenecían a dos o más razas. Del total de la población el 0.38% eran hispanos o latinos de cualquier raza.